# Vladimir Oravsky
Vladimir Oravsky (ur. 22 stycznia 1947 w Rożniawej obecnie Słowacja) – szwedzki pisarz i reżyser.

## Życiorys
Zanim zajął się pisarstwem żył w wielu krajach, pracował w wielu zawodach i prowadził urozmaicone i pełne przygód życie.
Oravsky pisze dla dzieci i młodzieży. Pisze również sztuki teatralne i scenariusze filmowe. Współpracuje często z innymi pisarzami, takimi jak: Kurt Peter Larsen, Daniel Malmén, Michael Segerström, Lars von Trier i Jakob Stegelmann.
Utwory Oravskiego zostały wydane przez wydawnictwa jak np. Studentlitteratur, h:ström – Text & Kultur, Nya Doxa och Symposion. Wspólnie z Kurtem Peterem Larsenem w 2006 otrzymał międzynarodową nagrodę za najlepszą sztukę dla dzieci: „AAAHR!!!”. Organizatorem konkursu było m.in. International Playwrights’ Forum.
Sztuka „Dziennik Zlata Ibrahimowića”, którą napisał wspólnie z Danielem Malménem, należała do nagrodzonych w konkursie zorganizowanym przez Dramaten/Elverket (Teatr Dramatyczny, scena eksperymentalna) w Sztokholmie.
Oravsky współpracował przy produkcji i reżyserował około 30 sztuk teatralnych i scenariuszy filmowych, 50 filmów oświatowych, reklamowych i wideomuzycznych. Jest zapraszanym członkiem narodowych i międzynarodowych jury, m.in. w Midems na festiwalu filmowym w Cannes 1993-1995. Vladimir Oravsky pisze i publikuje w kilkudziesięciu skandynawskich gazetach i czasopismach.
Vladimir Oravsky w swojej twórczości używa również innych nazwisk, jak Vlado Oravsky, Vladimir Aurum Oravsky, Vladimir Aurum och Zlata Ibrahimovic.

## Twórczość
- Film 1983 : årets bedste (1983)
- Film 84 : film årbogen 1984 (1984)
- I skuggornas hetta (1984)
- Ånden i biostaden (1985)
- Lykkens ost (1985)
- Lad dem flyve! (1988)
- Öya, en flicka liten som ett busfrö (1988)
- Hämnd och Försoning (1988)
- Öya växer till sig (1989)
- Herman och Tusse (1989)
- Herman och stjärnorna (1989)
- Harry – en bussig buss (1989)
- Sneglefart – og andre (1993)
- Den lyckliga ockupationen: Vladimir Oravskys sensuella recept från naturens eget kök och en läsebok för alla åldrar och många smakriktningar om honom själv och om invandrade och inhemska människor och djur (2000)
- Lathund för ambitiösa katter. Del 1 : Metamorfoser enligt Ovidius, Kafka och Oravsky (2002)
- Kulturen bakom kulturen (2002)
- Lathund för ambitiösa katter. Del 2 : Rhapsody in blue and yellow för blågula och rödgröna katters ett till flera in- och utandningsorgan (2002)
- Dumma byxa ut och gå när man nappar på en tå (2004)
- Marie Antoinette: The Movie (2004)
- Zlata Ibrahimovics dagbok (2004)
- Van Astrid tot Lindgren (2006)
- Flykten under jorden: jämte flera gruvsamma och nöjsamma tragedier och komedier (2006)
- AAAHR !! ! / ÄÄÄHR !! ! (2006)
- Det rena landet: en berättelse om våldtäkt (2006)
- På väg: Berättelser av Zlata Ibrahimovic (2007)
- Visit av Ole Schwander, förord (2007)
- Zlata Ibrahimovics dagbog (2007)
- Axel och Toine (2007)
- Från Astrid till Lindgren (2007) (wydanie polskie, Od Astrid do Lindgren: Powieść biograficzna 2009)
- Friheten i kulturen: Reflexioner kring tystnad och repression inom kulturetablissemanget (2008)
- Rocky Horror Prostata Show (2008)
- Utbrytarkungens knep: eller Hur jag slutade ängslas och lärde mig älska Sverige, antologi (2008)
- Bergman och Jane: en nekrokomisk spöksonat (2008)
- Till dig jag vänder åter...: en naken kostymroman (2008)
- Von Astrid zu Lindgren: ein biographischer Roman (2009)
- Zu Dir komme ich immer wieder: Ein Kostümroman ohne Kleider (2009)
- Den störda utflykten (2010)
- Skatten i skogen: En k-märkt deckarparodi (2011)